# Barban
Barban (čakavski Barbon, ili Brban) općina je u zapadnoj Hrvatskoj. Nalazi se u Istarskoj županiji. 

## Općinska naselja
U sastavu općine nalazi se 31 naselje (stanje 2021.), to su: Barban, Bičići, Borinići, Cvitići, Dolica, Draguzeti, Glavani, Grandići, Hrboki, Jurićev Kal, Koromani, Kožljani, Manjadvorci, Melnica, Orihi, Petehi, Prhati, Puntera, Rajki, Rebići, Rojnići, Sutivanac, Šajini, Vadreš, i Želiski.

## Zemljopis
Općina Barban je smještena nadomak istočne obale Istre, jugozapadno od rijeke Raše i sjeverozapadno od Raškoga zaljeva. Udaljena je 20 – 30 kilometara od gradova na morskoj obali (Pula, Poreč, Rovinj, Labin, Rabac), a 20-ak kilometara od središta Istarske županije, Pazina.
Općina Barban graniči s općinama Pićan, Sveta Nedelja, Raša, Marčana, Svetvinčenat, Žminj i Gračišće, te je sa svima dobro prometno povezana. Dobro je prometno povezana, a glavne prometnice su: nekadašnja magistralna cesta Pula-Rijeka, te regionalne ceste Barban – Žminj i Barban – Vodnjan.

## Stanovništvo
Po popisu stanovništva iz 2001. godine, općina Barban imala je 2802 stanovnika, raspoređenih u 28 naselja:
| - Balići II – 12 - Barban – 235 - Bičići – 88 - Borinići – 13 - Cvitići – 78 - Dolica – 56 - Draguzeti – 78 - Glavani – 87 - Gorica – 120 - Grandići – 123 | - Hrboki – 188 - Ivanošići – 22 - Jurićev Kal – 71 - Koromani – 64 - Kožljani – 72 - Manjadvorci – 173 - Medančići – 22 - Melnica – 178 - Orihi – 107 - Petehi – 105 | - Prhati – 157 - Puntera – 134 - Rajki – 11 - Rebići – 138 - Rojnići – 48 - Šajini – 177 - Vadreš – 58 - Varož – 49 - Želiski – 160 - Fumeti – 13 |

- gustoća naseljenosti: 31,1 st/km2
- prosječna godišnja stopa promjene stanovništva: –0,8
- od 1991 do 2001: živorođeno 238 st, umrlo 420 st, prirodni (prirast) pad –182
- broj ženskog stanovništva: 1465
- broj muškog stanovništva: 1337
- dob stanovnika: 0 – 19 god. = 563, 19 – 60 god. = 1448, 60+ god. = 818
- demografski najugroženije naselje: Rojnići, pad broja stanovnika (1991. god. = 88, 2001. god. 48)

### Nacionalni sastav, 2001.
- Hrvati – 2589 (92,40)
- Talijani – 10 (0,36)
- Srbi – 3
- Slovenci – 2
- Rusi – 1
- ostali – 5 (0,18)
- neopredijeljeni – 182 (6,50)
- nepoznato – 10 (0,36)

| broj stanovnika | 2123  | 2614  | 2771  | 2745  | 2932  | 3418  | 3899  | 4320  | 4300  | 4291  | 4107  | 3561  | 3014  | 2983  | 2802  | 2721  | 2491  |
|                 | 1857. | 1869. | 1880. | 1890. | 1900. | 1910. | 1921. | 1931. | 1948. | 1953. | 1961. | 1971. | 1981. | 1991. | 2001. | 2011. | 2021. |

| broj stanovnika | 147   | 181   | 202   | 187   | 204   | 244   | 264   | 697   | 262   | 273   | 308   | 278   | 229   | 249   | 235   | 221   | 218   |
|                 | 1857. | 1869. | 1880. | 1890. | 1900. | 1910. | 1921. | 1931. | 1948. | 1953. | 1961. | 1971. | 1981. | 1991. | 2001. | 2011. | 2021. |

## Uprava
Načelnik općine je Dalibor Paus.

## Povijest
Povijest ovog malog istarskog gradića je vrlo bogata, a može se zaključiti da je bila i vrlo nemirna. Prema pisanim izvorima Slaveni su na ovo područje došli krajem 6. stoljeća. Barban, trpeći razne ratove i borbe Mlečana, dolazi pod vlast obitelji Loredan koja ga kupuje za pet i pol tisuća mletačkih dukata. Obitelj Loredan sve je više potiskivla seljake i stvorila nove društvene slojeve kojima se priključuju i imućni Hrvati.
Obitelj Loredan obilježava i susjednu rakljansku povijest, a obitelj je vladala od 1536. – 1868. godine.
Seljaci su joj morali davati desetinu svojih prihoda, a živjeli su po okolnim selima, dok su u Barbanu živjeli važniji ljudi, npr. kapelan, svećenik, liječnik, a sam Barban bio je okružen velikom zidinama.
Seljaci koji nisu plaćali redovite prihode odvođeni su nekoliko godina na robiju, a o tome nisu smjeli pričati. Bili su robovi na mletačkim galijama koje su bile usidrene u Raškom zaljevu.
Francuzi nakon kraćeg vremena, preuzimaju vlast u Barbanu, i Petar Stanković ukida feudalne odnose, no to kratko traje i ponovo ga preuzima Mletačka Republika. Mijenjaju se prezimena, imena i nazivi zbog čega nastaju mnoge krvave bune. Narod je bježao u Kraljevinu SHS, a među njima Mijo Mirković (poznat pod pseudonimom Mate Balota) i Tone Peruško. Petar Stanković bio je intelektualac i pisac mnogih knjiga na talijanskom a i na hrvatskom jeziku. Pisao je i zanimao se za jezikoslovlje, razne životopise, oruđe, gospodarske i poljoprivredne probleme, umjetnost, more, instrumente i sl. Ukratko bavio se svačim od vjerskoga života do obrađivanja voćaka, te je ostao jedan od većih stvaralaca Istre u 19. st.
Nakon Jugoslavije i poslije drugog svjetskog rata, pripaja se matici Hrvatskoj gdje ostaje i danas.

## Poznate osobe
- Pietro Stancovich / Petar Stanković – hrv. znanstvenik i pjesnik
- Mario Kalčić – hrv. književnik
- Miho Valić – hrv. antifašist
- Mario Rojnić – hrv. gospodarstvenik i dužnosnik
- Denis Kontošić – hrv. književnik, dužnosnik i kulturni djelatnik
- Nevia Kožljan – hrv. književnica i kulturna djelatnica
- Romano Broskvar – hrv. glazbenik, pjevač i kulturni djelatnik

## Spomenici i znamenitosti
Crkva sv. Nikole u samom je centru Barbana, a Sv. Nikola ujedno je i zaštitnik Barbana. Crkva ima povišeno svetište, sakristiju s velikom mramornim stupovima i mramorni oltar s likovima svetaca. Sa strane i uokolo unutašnjosti crkve nalaze se kipovi Blažene Djevice Marije s Djetetom, kip Sv. Petra, Sv. Pavla, Sv. Josipa i Sv. Antona te drveno kip Sv. Nikole. Iznad ulaza nalazi se terasa koja je služila kao pjevalište, gdje su se nalazile orgulje kojih danas više nema.
Sv. Nikola, naslikan je gotovo preko cijelog visokog stropa crkve.
Zvonik je visok 25 m i ima tri zvona. Iako se Župa spominje 740. godine kada se smatra da je osnovana, zapravo je nadograđena srednjovjekovnoj okrugloj kuli.
Prolazeći kroz barbanska Velika vrata, te kroz male uličice uz stisnute kamene kuće dolazimo do crkvice Sv. Jakova. U njoj se mogu vidjeti kasnogotičke freske. Crkvica je sagrađena u 14. st. Mnoge od freski su uništene ali još uvijek se mogu vidjeti Jakovljeve ljestve, lik Bogorodice koja pod plaštom okuplja narod i lik smrti-kosac koji najviše zaintrigira djecu jer pokazuje srednji prst ruke. Iz grafita saznaju se razna imena i svećenici, koje nazivaju “sablja” ili “panceta”. Neki nezadovoljni seljak iz naroda piše na grafitu kako moli Boga da ga oslobodi muka i potpisuje se kao Ivanov sin sit suhih smokava. Većina grafita piše o životu i mukama seljaka iz tog vremena, kao npr. o nestašici ulja i žita.
Kapela sv. Antuna opata koja vrlo lako upada u oči svim koji prolaze kroz Barban nalazi se ispod razine ceste, kao da je djelom sagrađena u podrumu. 
Sagrađena je krajem 14. stoljeća. Ima šiljasti svod, a krov joj je od kamena. Freske je nacrtao talijanski slikar u prvoj četvrtini 15.stoljeća.
Barban je poznat po svojim dvaju vratima, koje su ga nekad dijelile sa seljacima i bila su zaključavana noću.
Kroz Velika vrata prolazi se na placu, a one na svom vrhu imaju stari grb obitelji Loredan i sagrađene su od kamenih ploča.
Mala vrata, bila su izlaz iz kaštela, a svojim neobičnim oblikom privlače prolaznike.
Međutim, odmaknemo li se od samog Barbana, pronaći ćemo još spomenika, od malih crkvica na Punteri ili na Prnjani, do križa i kapelice u Orihima.

## Obrazovanje
- Dječji vrtić Tratinčica
- Osnovna škola Barban

## Kultura
- Trka na prstenac, viteška igra koja se održava jednom godišnje, trećeg vikenda u kolovozu
- KUD Barban
- Centralna smotra narodne glazbe i plesa Puljštine
- Kantajmo i svirimo po staroj užanci
- U Barbanu je nekad djelovala katedra Čakavskog sabora
- Zasvirimo u Barbanu, susret je harmonikaša na različitim harmonikama koji prikuplja svirače čak iz susjednih nam zemalja.
- Smotra folklora Puljštine, susret narodnih svirača, pjevača i plesača s područja nekadašnje Oćine Pula. Nekada se smotra održavala svake godine u drugom mjestu, no zadnjih 10-ak godina ta čast pripada Barbanu koja namjerava i tu ostati uz dobru organizaciju KUD-a Barban.
- Beside u jatu, tradicijski godišnji susret hrvatskih pjesnika iz Barbana, koji se održava radi očuvanja čakavskog govora

## Šport
- NK Omladinac 1952 Barban
- NK Barban 2013

## Vanjske poveznice
- Službene stranice Općine Barban